# Gare de Balbigny
Gare de Balbigny – stacja kolejowa w Balbigny, w departamencie Loara, w regionie Owernia-Rodan-Alpy, we Francji. 
Jest stacją Société nationale des chemins de fer français (SNCF), obsługiwaną przez pociągi TER Rhône-Alpes.

## Położenie
Znajduje się na km 452,116 linii Moret – Lyon, na wysokości 335 m n.p.m., pomiędzy stacjami Saint-Jodard i Feurs.

## Linie kolejowe
- Moret – Lyon